# Lunjevac
Lunjevac (en serbe cyrillique : Луњевац) est un village de Serbie situé sur le territoire de la Ville de Smederevo, district de Podunavlje. Au recensement de 2011, il comptait 536 habitants.

## Géographie

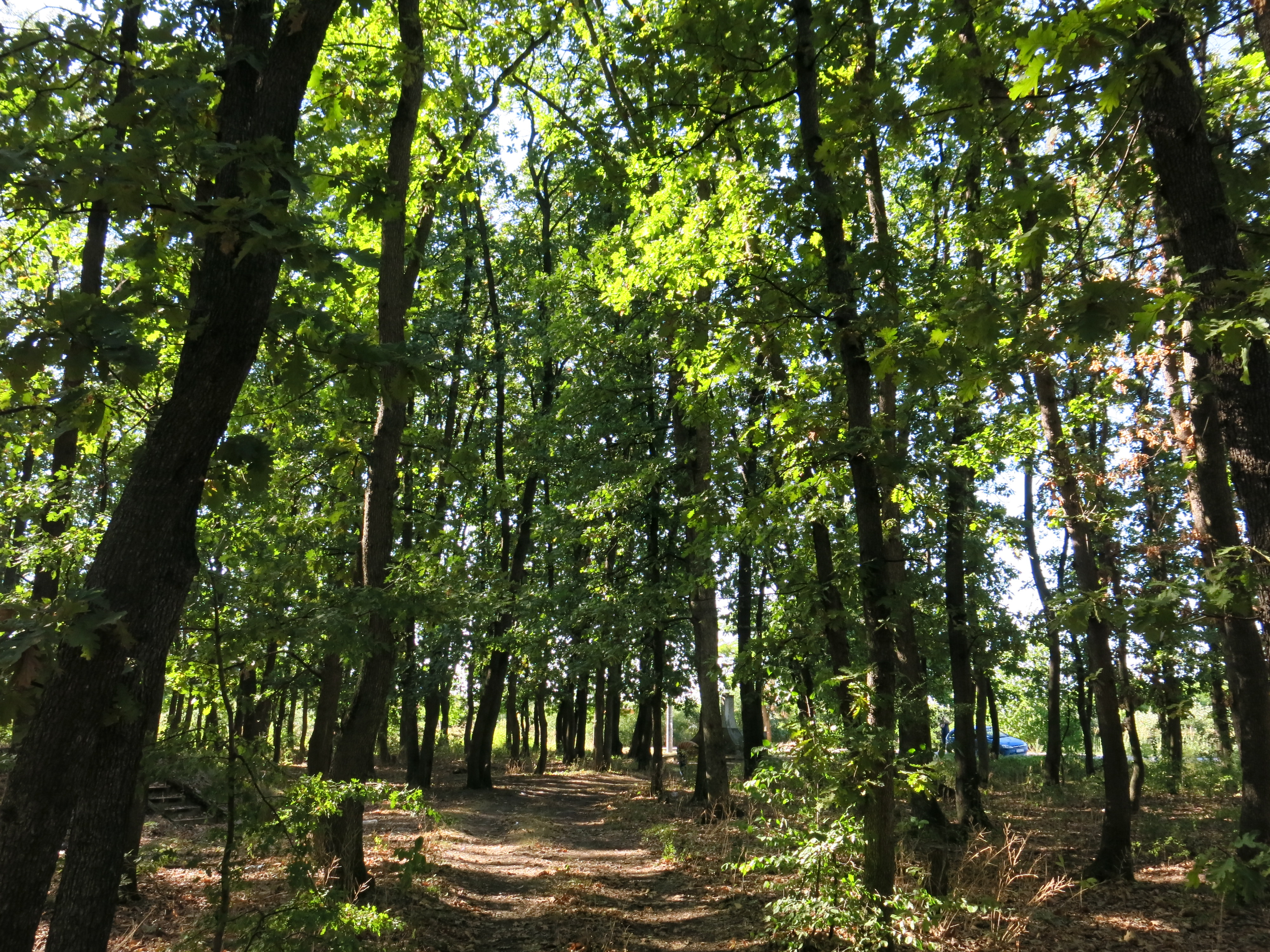
La forêt de Lunjevac

## Démographie

### Évolution historique de la population
| 1948 | 1953 | 1961 | 1971 | 1981 | 1991 | 2002 | 2011 |
| ---- | ---- | ---- | ---- | ---- | ---- | ---- | ---- |
| 733  | 770  | 790  | 769  | 753  | 722  | 607  | 536  |

|  |